# Urgenda
Urgenda ist eine niederländische Stiftung (niederländisch Stichting), die sich für die Umsetzung von nationalen, europäischen und internationalen Umweltschutzvereinbarungen einsetzt. Im Jahr 2013 verklagte Urgenda die Regierung der Niederlande, beziehungsweise den niederländischen Staat vor dem Gericht in Den Haag auf eine stärkere Reduzierung der Emissionen, um die Bevölkerung vor den Folgen der Umweltverschmutzung und des Klimawandels besser zu schützen. Urgenda war damit die erste Nichtregierungsorganisation, der es gelang, eine Regierung vor einem öffentlichen Gericht erfolgreich zu verklagen.

## Geschichte
Der Name Urgenda ist zusammengesetzt aus den Wörtern urgente (dringend) und Agenda. Sie wurde im Jahr 2007 von Jan Rotmans (Professor an der Erasmus-Universität Rotterdam) und Marjan Minnesma (Juristin, Betriebswirtschaftlerin und Philosophin) gegründet.

## Erfolgreiche Klage gegen die Regierung
Die 2013 eingereichte Klage wurde im Juni 2015 vor dem Den Haager Gericht zugunsten von Urgenda entschieden. Das Gericht beschied, dass der niederländische Staat bis 2020 die CO2-Emissionen um 25 % im Vergleich zu 1990 senken muss, und dass die bisherigen Maßnahmen der Regierung nicht ausreichen. Die Regierung ging dagegen mit mehreren Strategien gerichtlich vor, unter anderem wurde argumentiert, das Gericht hätte mit seiner Entscheidung gegen die Gewaltenteilung verstoßen. Im Oktober 2018 bestätigte das Berufungsgericht das erstinstanzliche Urteil, unter anderem unter Anwendung der Europäischen Menschenrechtskonvention, und hielt damit die Verpflichtung zur CO2-Reduktion um 25 % aufrecht. Im Mai 2019 verpflichtete der Staatsrat die Regierung zu weiteren Maßnahmen, unter anderem zu einer Senkung des Tempolimits auf Autobahnen von Tempo 130 auf 100. Dies hat zur Folge, dass die zulässige Höchstgeschwindigkeit für Pkw ohne Anhänger grundsätzlich 130 km/h und seit dem 16. März 2020 100 km/h am Tag (6 bis 19 Uhr) beträgt.
Am 20. Dezember 2019 gewann Urgenda die Klage letztinstanzlich vor dem Hohen Rat der Niederlande (→ Gerichtsverfahren zum Klimawandel).
Der gesamte Verlauf der gerichtlichen Verfahren und ihre Entscheidungen sind in der Climate Change Litigation Database dokumentiert.

## Auszeichnungen
- Ehrendoktor der Université Saint-Louis – Bruxelles, 2019[13]